# Bedminster (New Jersey)
Pour les articles homonymes, voir Bedminster.
Bedminster est un township situé dans l’État américain du New Jersey.